# Mörigen
Mörigen (toponimo tedesco) è un comune svizzero di 891 abitanti del Canton Berna, nella regione del Seeland (circondario di Bienne).

## Geografia fisica
Mörigen è affacciato sul Lago di Bienne.

## Monumenti e luoghi d'interesse
- Sito archeologico dell'età del bronzo[1].

## Società

### Evoluzione demografica
L'evoluzione demografica è riportata nella seguente tabella:
Abitanti censiti

## Infrastrutture e trasporti

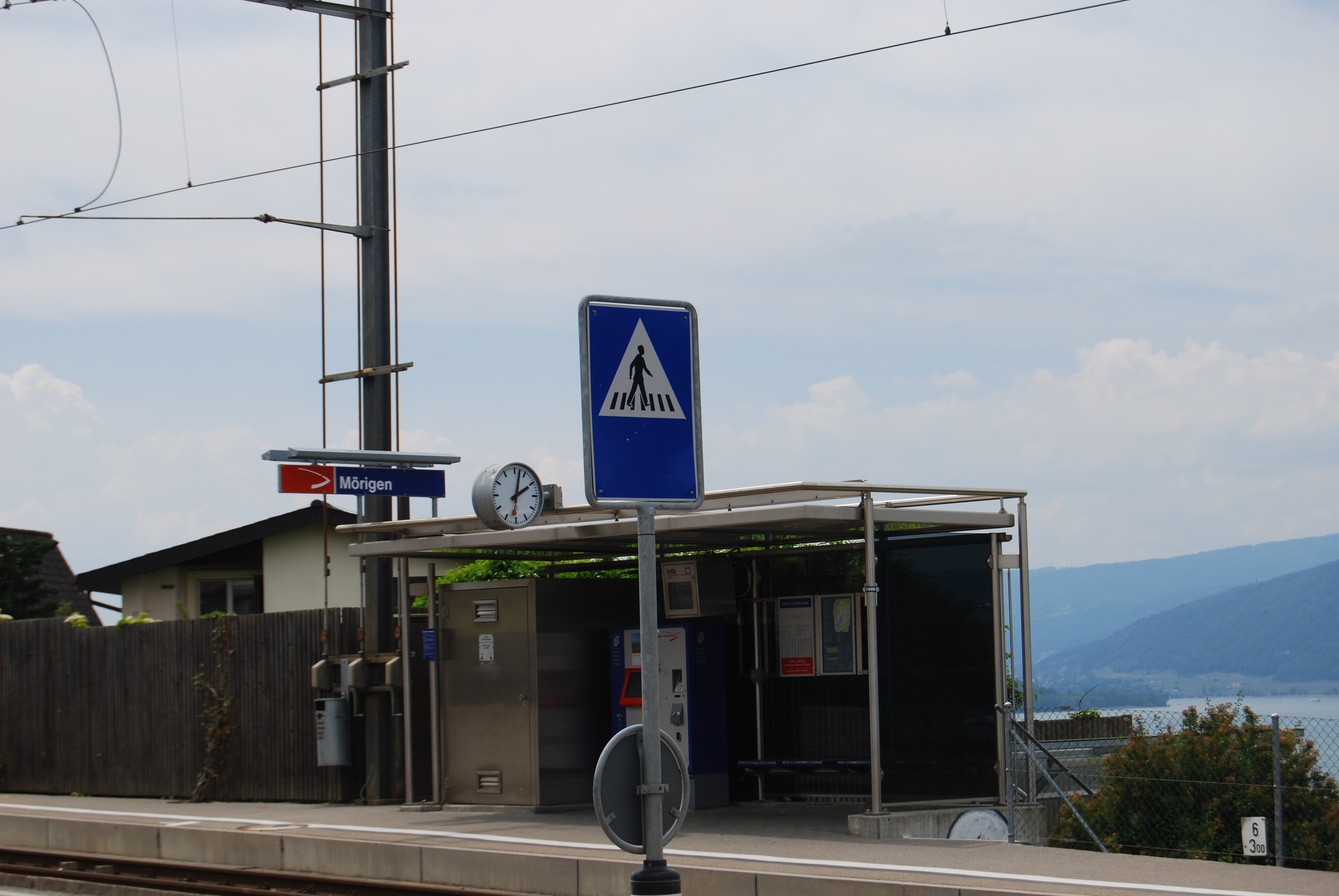
La stazione di Mörigen

Mörigen è servito dall'omonima stazione sulla ferrovia Bienne-Ins.

## Amministrazione
Ogni famiglia originaria del luogo fa parte del cosiddetto comune patriziale e ha la responsabilità della manutenzione di ogni bene comune.